# Вирджиния Рекърдс
„Вирджиния Рекърдс“ е основана през 1991 г. от Майкъл Кунстман и Саня Армутлиева, за да бъде партньор в България на най-голямата по онова време музикална компания в света PolyGram, и така слага началото на легалния музикален бизнес в България. През 1999 г. PolyGram бива закупена от концерна Seagram, който е собственик и на най-голямата от малките звукозаписни компании тогава – Universal Music, или както я наричат „шестия мейджър“. Така се ражда Universal Music Group, под чиято шапка се събират значителна част от най-успешните музикални лейбъли в света. „Вирджиния Рекърдс" е изключителен лицензиант на „Universal Music" в България за период от 18 години и партньорството продължава в областта на разпространението на физически носители.
От 1 февруари 2010 г. „Вирджиния Рекърдс" е лицензиант на Sony Music Entertainment за България и поема физическата и дигитална дистрибуция на каталога на компанията, неговия маркетинг и експлоатация на всички нива (излъчване, публично изпълнение, кабелно препредаване, синхронизации в реклами и филми).
В групата на Sony Music Entertainment са водещи световни лейбъли, в чиито каталози има музика от всички жанрове. Голяма част от най-важните записи в историята на музиката са част от огромния и разнообразен каталог на „Sony Music Entertainment". Той включва световни супер звезди и някои от най-влиятелните артисти от различни жанрове и поколения, като Beyoncé, Sade, Justin Timberlake, Pink, Britney Spears, Shakira, Judas Priest, AC/DC, Alicia Keys, Bruce Springsteen, Christina Aguilera, Aerosmith. Сред тях са и нови супер звезди като One Direction, Olly Murs, Calvin Harris, Rita Ora, Amelia Lily, Bring Me The Horizon, James Arthur, Labrinth, Leona Lewis, Adam Lambert.
Бек каталогът на „Sony Music Entertainment" включва записи на легендарни артисти като Elvis Presley, Michael Jackson, Bob Dylan, Miles Davis, Whitney Houston и много други.
През годините „Вирджиния Рекърдс" допринася за изключително важни за креативните индустрии поправки и допълнения в българското законодателство като ратифицирането на Римската и Женевската конвенции и инкриминирането на кражбата на интелектуална собственост в Наказателния кодекс на Република България. Член е на Международната Федерация на Фонографската Индустрия IFPI, на Българската асоциация на музикалните продуценти (БАМП), както и на дружеството за колективно управление правата на продуцентите на звукозаписи и видеозаписи и артистите-изпълнители Профон – организации, от чиято активност се определя и нивото на развитие на музикалната индустрия в България.
Компанията е свързана и с редица български музикални проекти и артисти. Партньор е на „SyCo Entertainment" и се грижи за кариерата на победителката от четвъртия сезон на X Factor – Християна Лоизу, финалистите от формата Михаела Маринова, Невена Пейкова, Кристиян Костов, Дара, Пламен и Иво. Сред артистите, с които компанията работи, са и Pavell & Venci Venc’. „Вирджиния Рекърдс" е и звукозаписната компания, която е продуцирала финалистите от трите издания на българския вариант на Pop Idol – „Мюзик Айдъл".
„Вирджиния Рекърдс" е една от първите музикални компании в България с вече натрупан опит и създадена инфраструктура, която да обслужва новите видове експлоатация на музикално съдържание – в областта на мобилните комуникации, дигиталното разпространение и дигиталния маркетинг на музикално съдържание.
Компанията има много успешни партньорства и с редица брендове, сред които се откроява сътрудничеството с Coca Cola, в рамките на което се появява идеята за „Coca Cola Happy Energy Tour" – национално турне, което „Вирджиния Рекърдс" организира три поредни години с участието както на най-известните български артисти, така и на някои от най-актуалните международни хит мейкъри.
Маркетирането на музикални събития е също силна страна на екипа ѝ. През последните години са стояли зад кампаниите на следните концерти и фестивали на „Болкан Ентъртейнмънт“: AC/DC, Bon Jovi, Rammstein, Natalie Cole, Scooter, Children of Bodom, Joe Cocker, Kansas, Sonisphere Festival (Metallica, Slayer, Megadeth, Anthrax, Rammstein, Manowar, Alice In Chains, Stone Sour), Sofia Rocks 2011 (Judas Priest, Whitesnake, Mike & The Mechanics, Saxon, Slade), Sofia Rocks 2012 (Trivium, Clawfinger, Heaven Shall Burn, Scar Symmetry, Guns N' Roses, Kaiser Chiefs, Within Temptation, Ugly Kid Joe).
Освен силния репертоар и най-стабилния ноу хау в областта на музикалната индустрия в България, основен капитал на компанията е и нейният екип, съставен от силно мотивирани, позитивни и динамични хора, за които музиката е главен герой.

## Изпълнители
- Петър Байков

### Солови изпълнители
- Алма
- Дара
- Елизабет Захариева
- Михаела Маринова
- Дара Екимова
- Вениамин

### Дуети и групи
- Павел и Венци Венц (работят поотделно)
- 4 Magic (бивши)

### Бивши
- Невена Цонева – (2007 – 2009)
- Нора - (2010 - 2015)
- Богомил – (2011 – 2014)
- Ангел Ковачев – (2011 – 2015)
- Рафи – (2011 – 2015)
- Моисей Стойчев – (2011 – 2016)
- Сани Алекса – (2011 – 2013)
- Ана-Мария Янакиева – (2013 – 2014)
- Теодора Цончева – (2013 – 2014)
- Атанас Колев – (2013 – 2015)
- Dexter – (2013 – 2016 г.)
- Жана Бергендорф – (2014 – 2017)
- Кристина Дончева – (2014 – 2015)
- Люба Илиева – (2014 – 2015)
- Стивън Ачикор – (2015 – 2016)
- Славин Славчев – (2015 – 2017)
- Пламен и Иво – (2015 – 2018)
- Невена Пейкова – (2015 – 2018)
- Кристиан Костов - (2016 - 2018)
- Vessou - (само 2020 г.)